# Диселенид европия
Диселенид европия — бинарное неорганическое соединение 
европия и селена
с формулой EuSe2,
кристаллы.

## Получение
- Сплавление стехиометрических количеств чистых веществ в присутствии селенида лития в вакууме:

{\displaystyle {\mathsf {Eu+2Se\ {\xrightarrow {540^{o}C}}\ EuSe_{2}}}}

## Физические свойства
Диселенид европия образует кристаллы 
тетрагональной сингонии, пространственная группа I 4/mcm, параметры ячейки a = 0,6391 нм, c = 0,7848 нм, Z = 4,
структура типа диалюминиймеди CuAl2.
.
В соединении при температуре 8 К происходит магнитный переход.